# نقوش ما قبل التاريخ

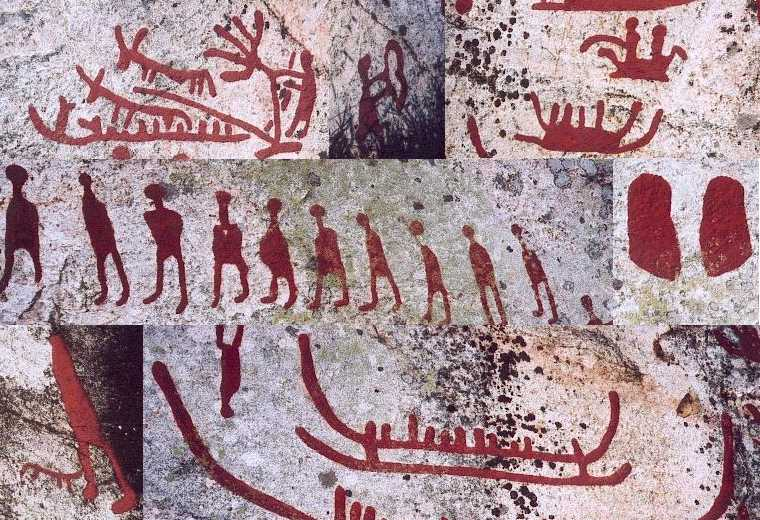
صورة مركبة من نقوش تاريخية في إسكندنافيا في (Västmanland) في السويد من العصر البرونزي هذه النقوش لونت لتصبح مرئية

النقوش الحجرية (بالإنجليزية: petroglyph)‏ هي الرسوم التي نفذت بأزالة أجزاء من سطح الصخور بالحز أو الثقب أو البري أو الحفر. هذه النقوش منتشرة في أماكن كثيرة في العالم.

## تاريخ النقوش الحجرية
ترجع أقدم النقوش الحجرية إلى العصر الحجري الحديث، في الفترة من 10000 إلى 12000 عام قبل الميلاد. وقد ظهرت بوادر لطرق الكتابة عن طريق الكتابة بالصور والنقوش أو بالرموز في الفترة من عام 7000 إلى 9000 قبل الميلاد. شاع استخدام النقوش الحجرية لفترات طويلة في بعض الحضارات، حتي بعد الاتصال بالمدنية الغربية في القرن العشرين. النقوش الحجرية موجودة ما عدا في قارة أنتاركتيكا، ولكن توجد بكثافة في أفريقيا وإسكندنافيا وسيبيريا وجنوب غرب أمريكا الشمالية وأستراليا.
هناك العديد من النظريات لتفسير وجود هذه النقوش، طبقا لمكان وزمان ونوع هذه الرسوم. بعض تلك النقوش أعتقد أنها رسمت بواسطة كائنات فضائية، حيث غلب الظن على أنها رموز أو خرائط أو وسائل للاتصال بكائنات فضائية. تُظهر هذه النقوش رسوم لقوافل أو تضاريس جغرافية كالأنهار، كما تظهر أحياناً أجهزة موسيقية كالأجاس الحجرية التي وجدت بالهند.
بعض النقوش تحتوي علي معاني حضارية ودينية عميقة للمجتمعات التي نقشتها، ولمن خلفهم من سلالاتهم في أغلب الأحوال. كما أن بعض تلك النقوش بها أشكال أو لغات غير مفهومة حتى الآن.
أما النقوش التي ترجع إلى العصر البرونزي في إسكندنافيا، تشير إلى بعض الحدود الإقليمية بين القبائل وأحيانا بعض المدلولات الدينية، كما تظهر الاختلاف بين اللغات والمعتقدات الدينية بين القبائل المتجاورة. بينما نقوش سيبيريا تبدو كما لو كانت جُمل بدائية مكتوبة، وإن كانت غير مفهومة للآن.
بعض الأبحاث لاحظت التشابه بين النقوش الحجرية في قارات مختلفة، في حين أنه من المتوقع أن يكون تأثر الشعوب بالشعوب المجاورة له مباشرة، وهو ما لم يجدوا له تفسير أيضاً. وإن كان يمكن تفسيرها على أن نوع من الهجرات الواسعة في تلك العصور السحيقة. ومن التفسيرات المثيرة للجدل، أن هناك إحدى النظريات ترجع سبب التشابه بين النقوش الحجرية عبر القارات إلي الجينات المتوارثة في العقل البشري. بينما ترجعها بعض النظريات، على أنها رسمت بواسطة كهنة أو سحرة في حالة لا وعي تحت تأثير مواد مخدرة طبيعية. وتعتمد النظرية الأخيرة على العلاقة بين الكهنة والرسومات الحجرية في صحراء كالهاري والتي تظهر الارتباط الشديد بين هذه الرسوم والمعتقدات الدينية في تلك المنطقة.

## مواقع النقوش الحجرية

### أفريقيا

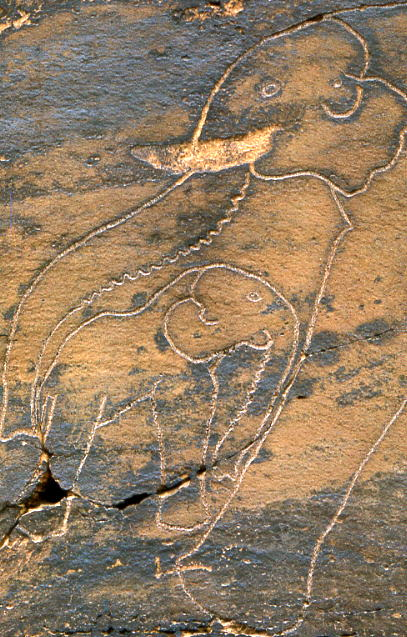
صورة مرسومة على صخور الغيشة، ولاية الأغواط بالجزائر
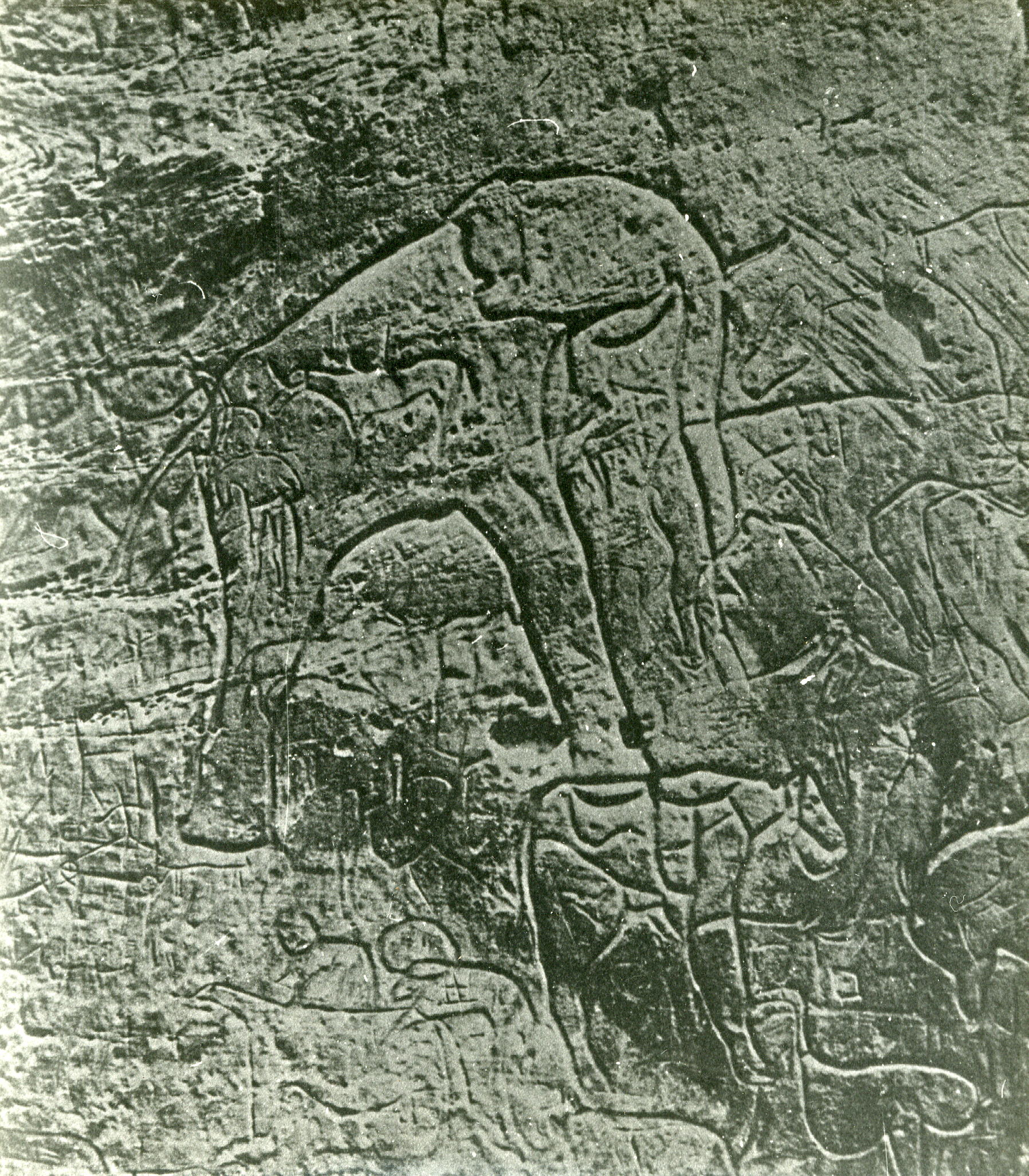
صورة منقوشة على صخور وادي الحصباية بسيدي مخلوف، ولاية الأغواط بالجزائر
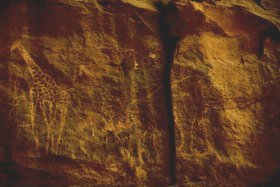
نقوش وجدت في منطقة طاسيلي ناجّر بالقرب من تمازغيت، ولاية تمنراست بالجزائر
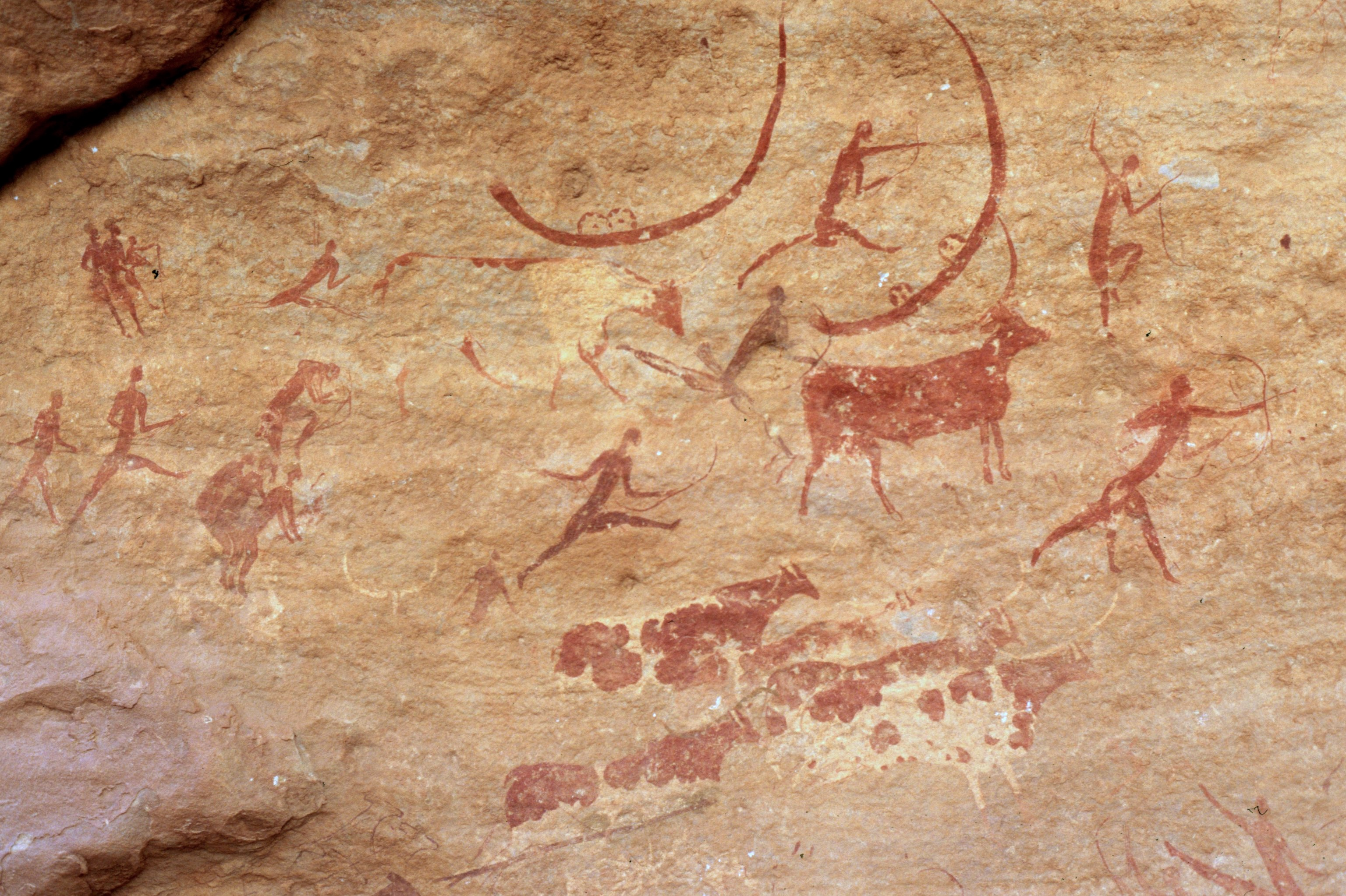
صورة مرسومة على صخور الطاسيلي، الجزائر
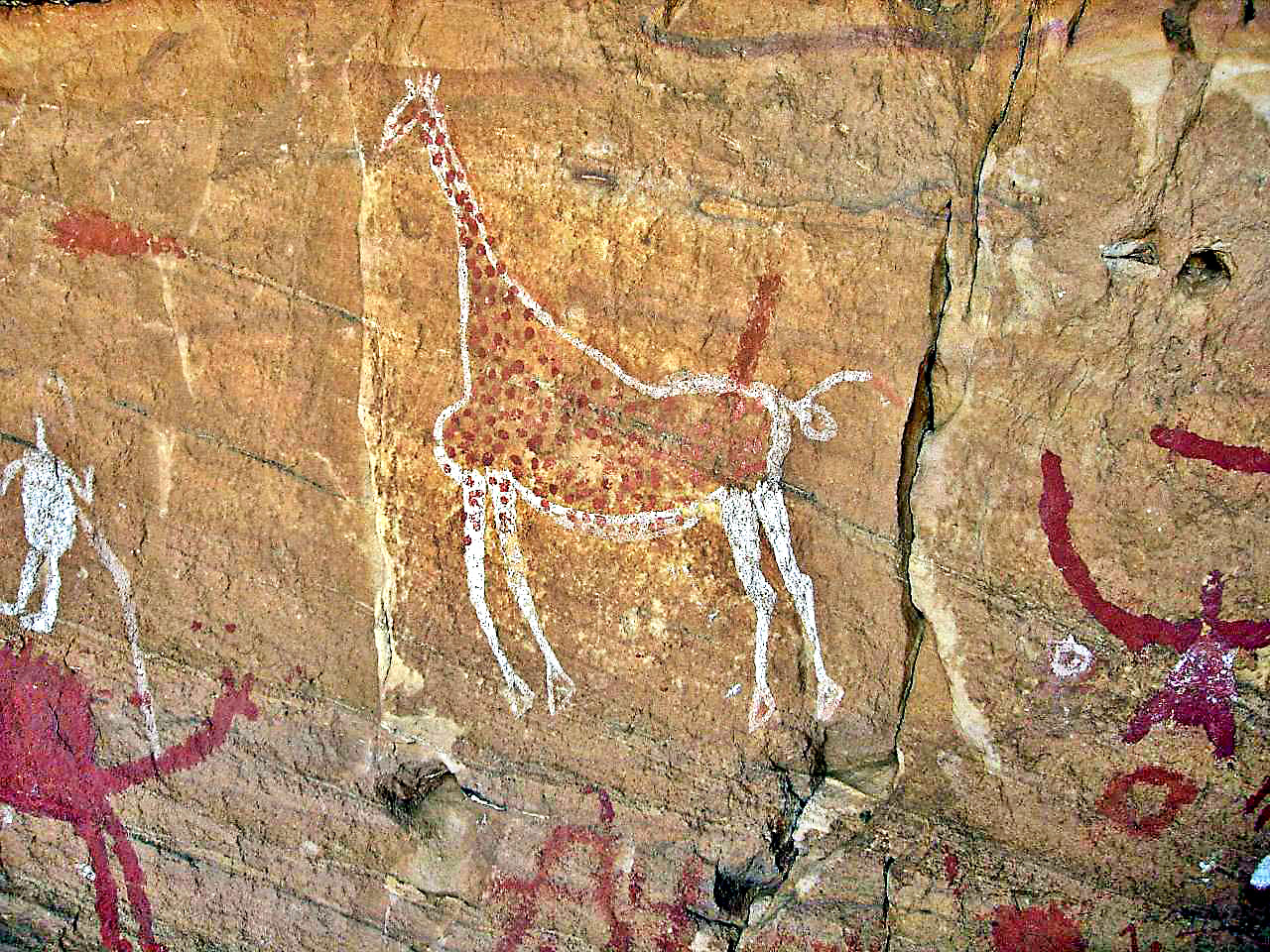
رسم تاريخي على الصخور في جبال أكاكوس،ليبيا
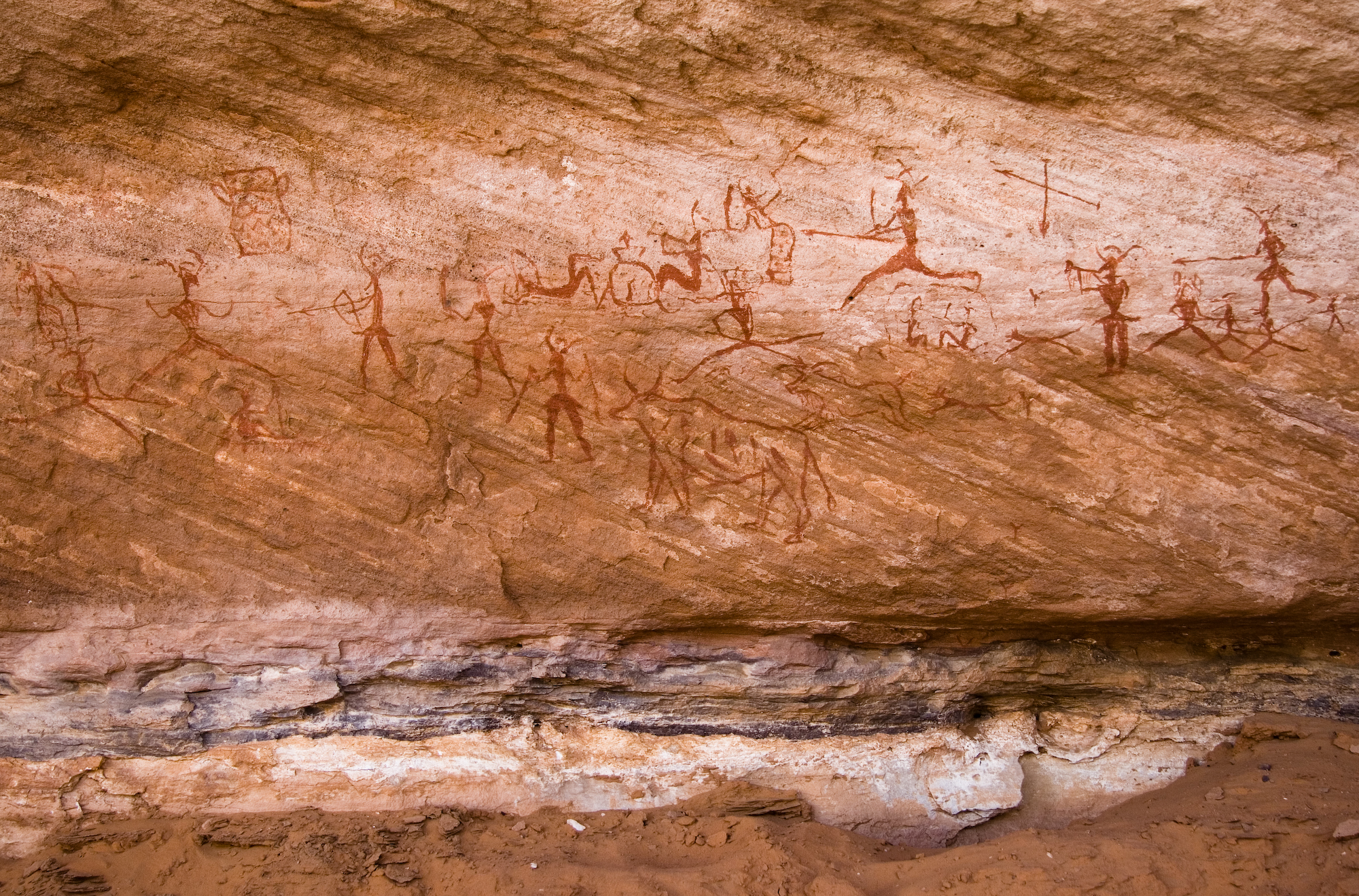
رسومات ملونة على الصخر في كهوف أكاكوس في ليبيا توضح حيوانات وبشر، وتبين التغير الدراماتيكي في الطبيعة في المنطقة.
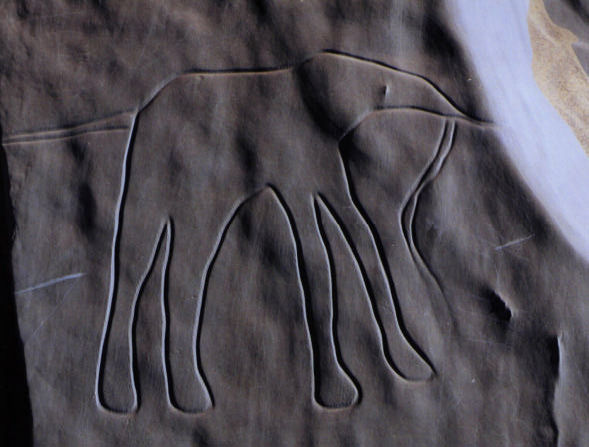
من نقوش وادي درعة بالمغرب
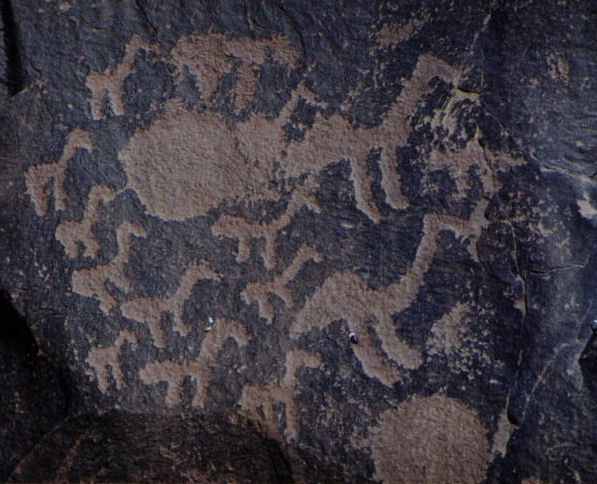
من نقوش وادي درعة بالمغرب
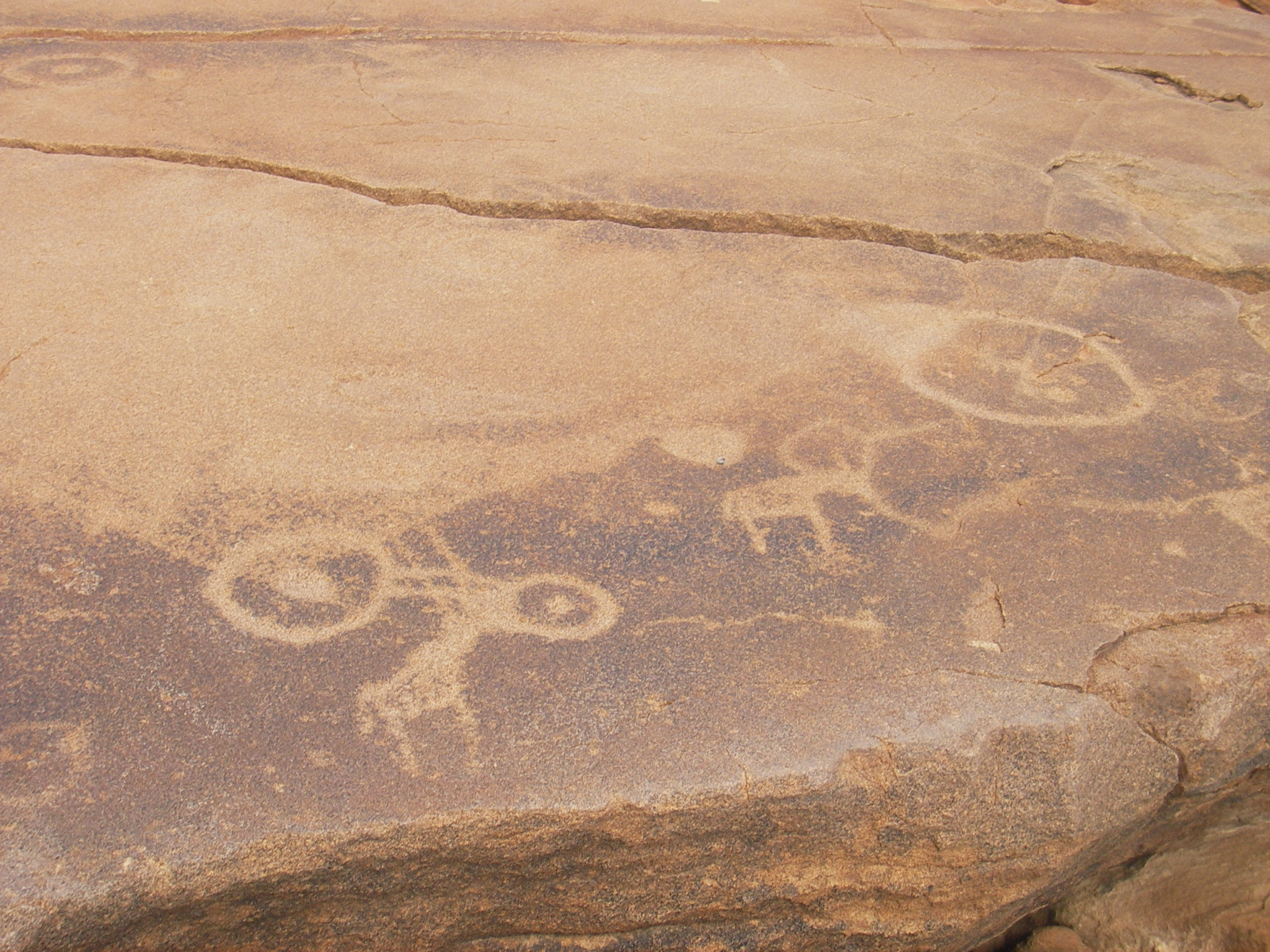
نقش بمنطقة توفنيلتون بناميبيا
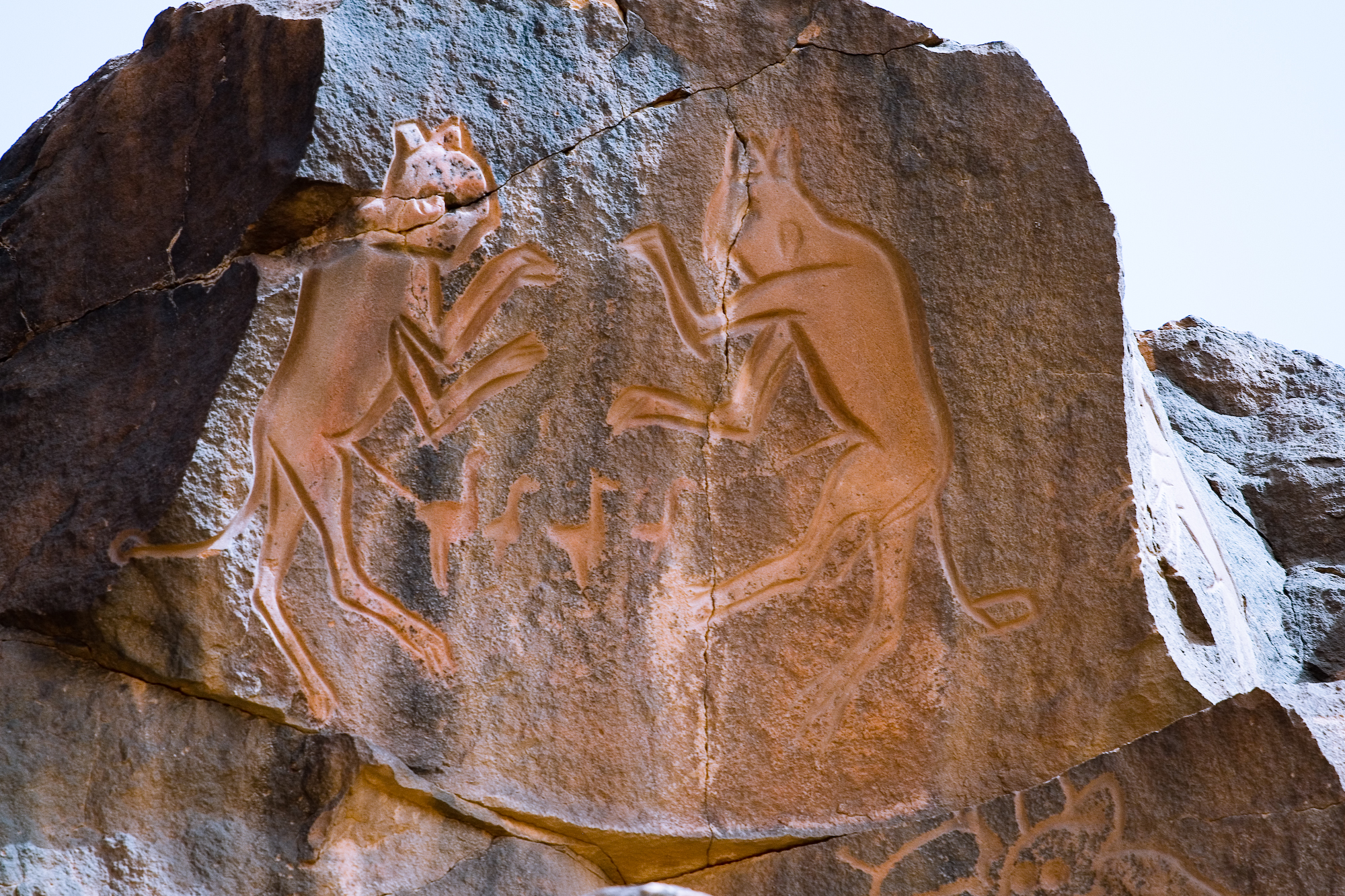
نقش على صخرة "Meerkatze" (سميت بواسطة عالم الآثارLeo Frobenius), للبؤات هائجة في منطقة حمامات ستافت، بالصحراء الليبية

- منطقة الأطلس الصحراوي في الجزائر
- منطقة طاسيلي ناجّر في الجزائر
- منطقة بدزار في الكاميرون
- منطقة لنجو في جنوب جمهورية أفريقيا الوسطى
- منطقة نيولا دوا بتشاد
- وادي نهر نياري في جمهورية الكونغو، 250 كم جنوب غرب برازافيل
- وادي نهر أوجوي بالجابون
- جبال أكاكوس بليبيا
- جبل العوينات بليبيا
- وادي درعة بالمغرب
- منطقة توفيلفونتين بناميبيا
- رسومات لزرافات في جبال الهواء في النيجر
- وادي الحمامات بقفط في مصر، فيها النقوش الوحيدة الملونة بالصحراء الغربية والتي تحتوي رسوم لقوارب ترجع إلي 4000 عام قبل الميلاد
- جزر دريكوب بجنوب أفريقيا
- شلالات نيامبويزي في زامبيا

### أستراليا

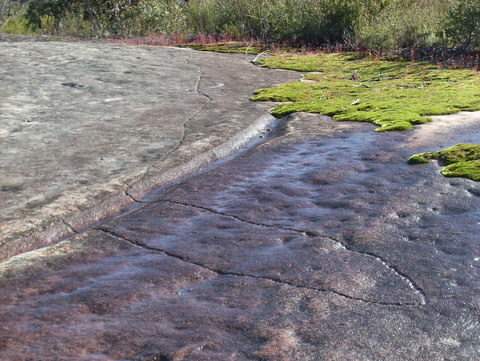
جزء من نقش طوله 20 متر في أستراليا
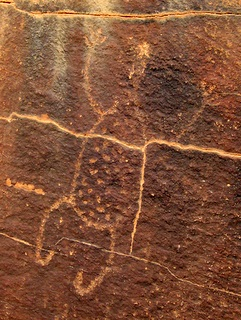
محمية موتاونتجي في أستراليا

- محمية كاكادو، منطقة أرينهم لاند، إقليم شمالي
- محمية موروجوجا (من محميات التراث العالمي الموثقة بواسطة اليونيسكو)، أستراليا الغربية
- نقوش صخرة سيدني، نيو ساوث ويلز

### آسيا

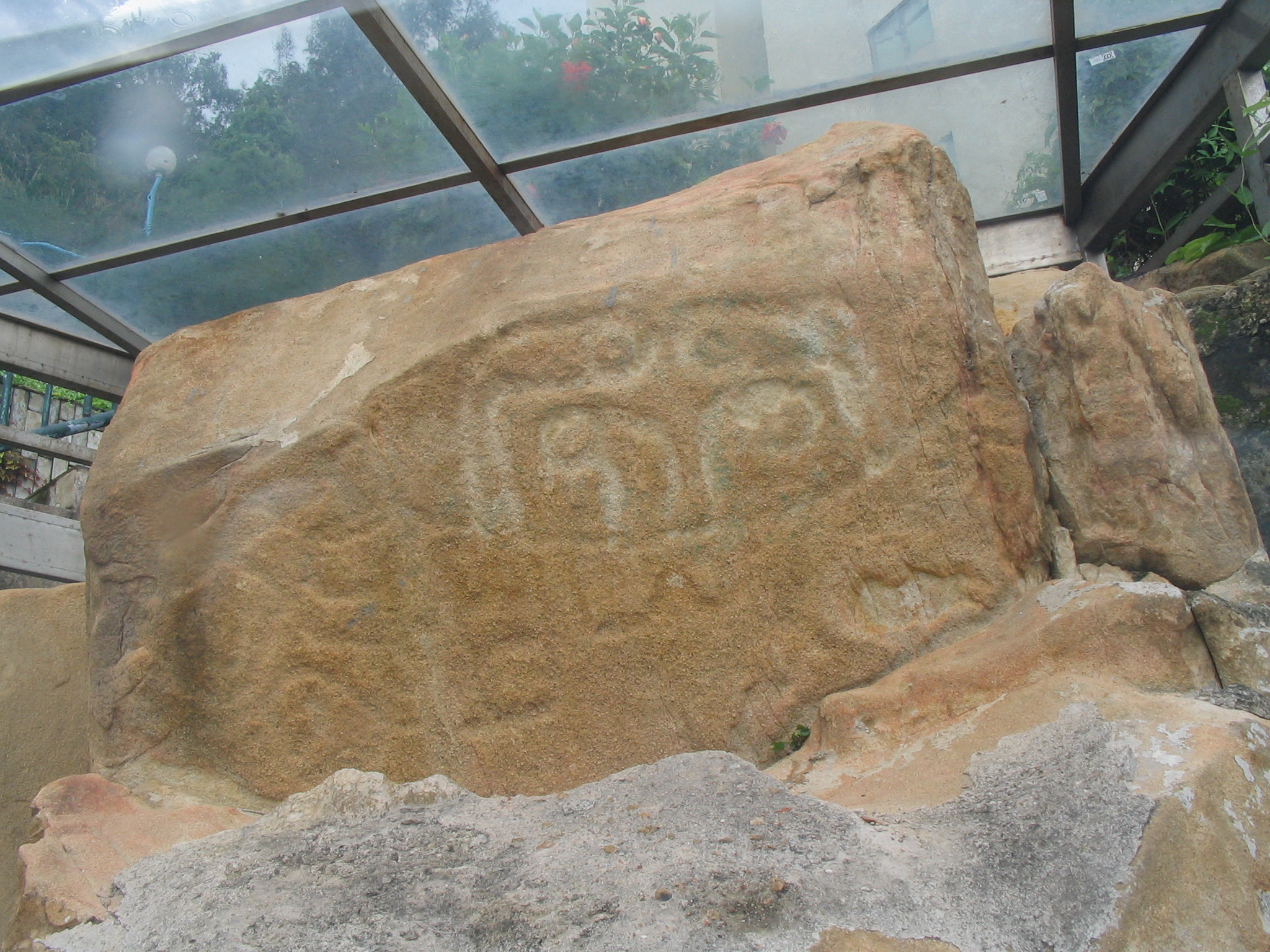
حفريات على صخور في جزيرة شيونج شو، هونغ كونغ، الصين
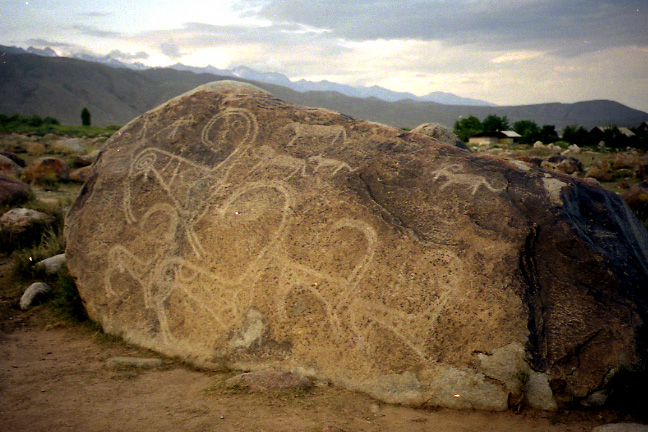
نقوش علي الصخر في شولبون-آتا، قيرغيزستان
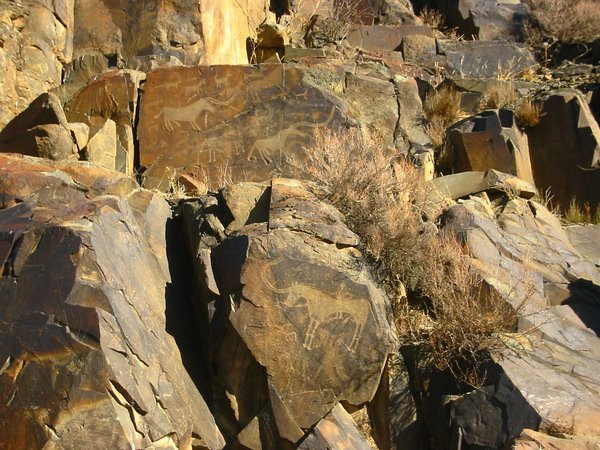
نقوش في محمية تامجالي في كازاخستان

- محمية جوبوستان، أذربيجان
- مناطق بجزر (تونج لنج، لانتاو، هونغ كونغ)، بالصين
- جبال يين، بمنغوليا الداخلية، الصين
- كهوف إيداكال، كيرلا، جنوب الهند
- منطقة بيروموكال، تاميل نادو، جنوب الهند
- حوض نهر شوميش، كازاخستان
- محمية تامجالي، كازاخستان
- نقوش بانجوداي، كوريا الجنوبية
- منطقة شولبون-آتا، قيرغيزستان
- منطقة عرش سليمان في وادي فرغانة بالقرب من مدينة أوش، قيرغيزستان
- نقوش في المناطق الشمالية، باكستان
- نقوش أونجونو، جزيرة ريزال، الفليبين

### جزر المحيط الهادي

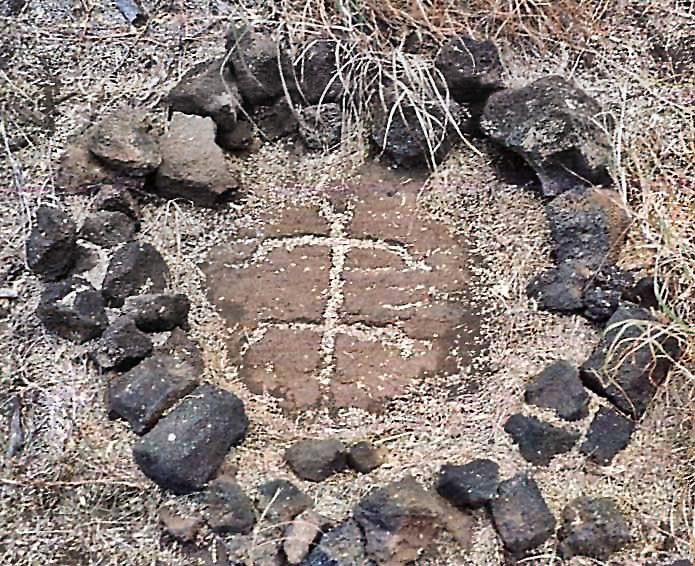
نقوش بالقرب من الساحل الغربي هاواي
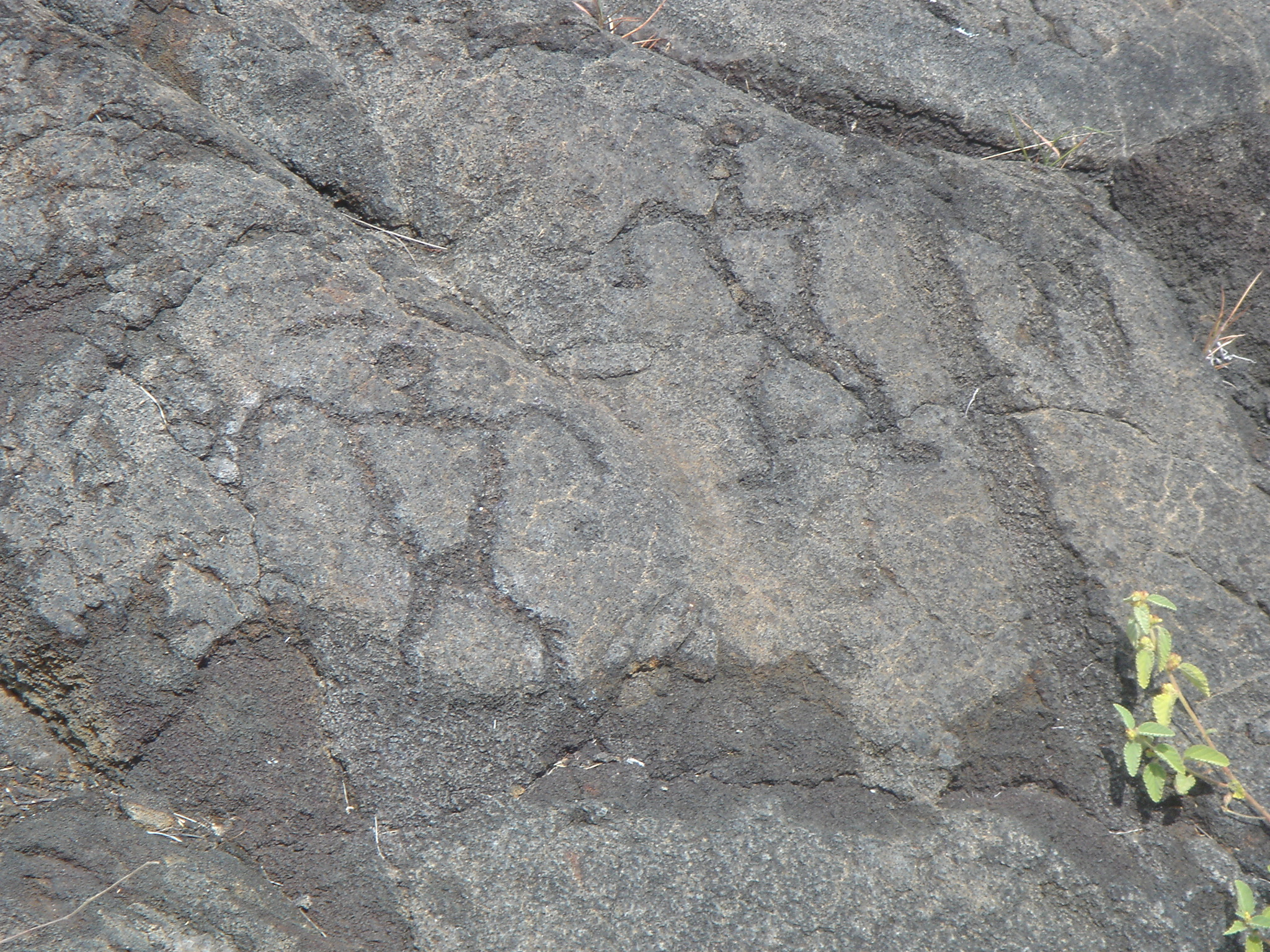
المحمية الوطنية بالقرب من منطقة البراكين هاواي

- نقوش جزيرة القيامة
- هاواي، بالأخص الجزيرة الكبرى

### أمريكا الجنوبية

نقوش في كهف بالقرب من منطقة (إل أبرا) الأثرية، كولومبيا

- محمية تالامبايا الوطنية، الأرجنتين
- منطقة كومبي مايو، بيرو
- نقوش بوشارو، بيرو
- منطقة حوض كورنتيجن الأثرية، سورينام
- منطقة كيكارا ديل أورينوكو، فنزويلا
- منطقة لاس شيلكاس، كومباربالا، تشيلي

### أمريكا الوسطى
- منطقة دي لا فيجا، كوستاريكا
- نقوش أوميتيبي، نيكاراغوا

### أمريكا الشمالية

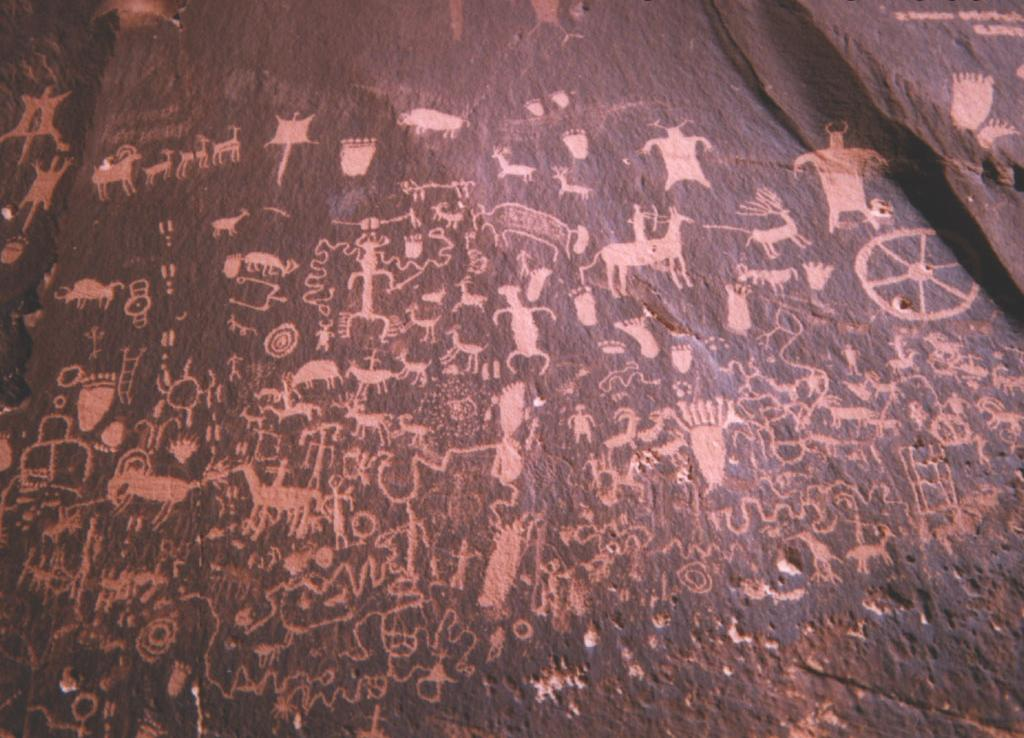
نقوش على صخرة بالقرب من محمية كانيونلاندز الوطنية جنوب غرب يوتاه، الولايات المتحدة الأمريكية
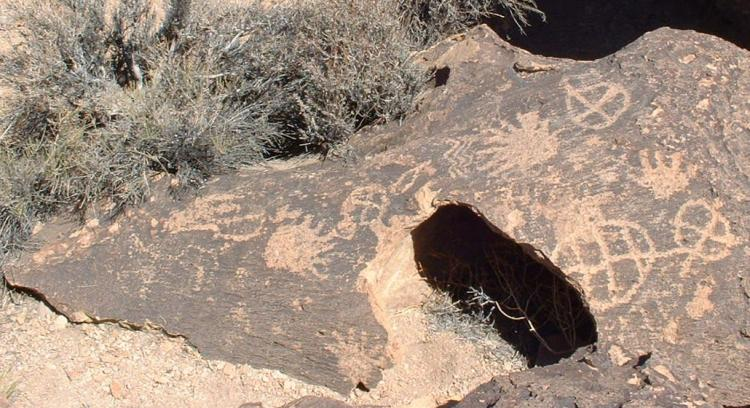
نقوش في سهل الأسقف توف، شرق كاليفورنيا، الولايات المتحدة الأمريكية
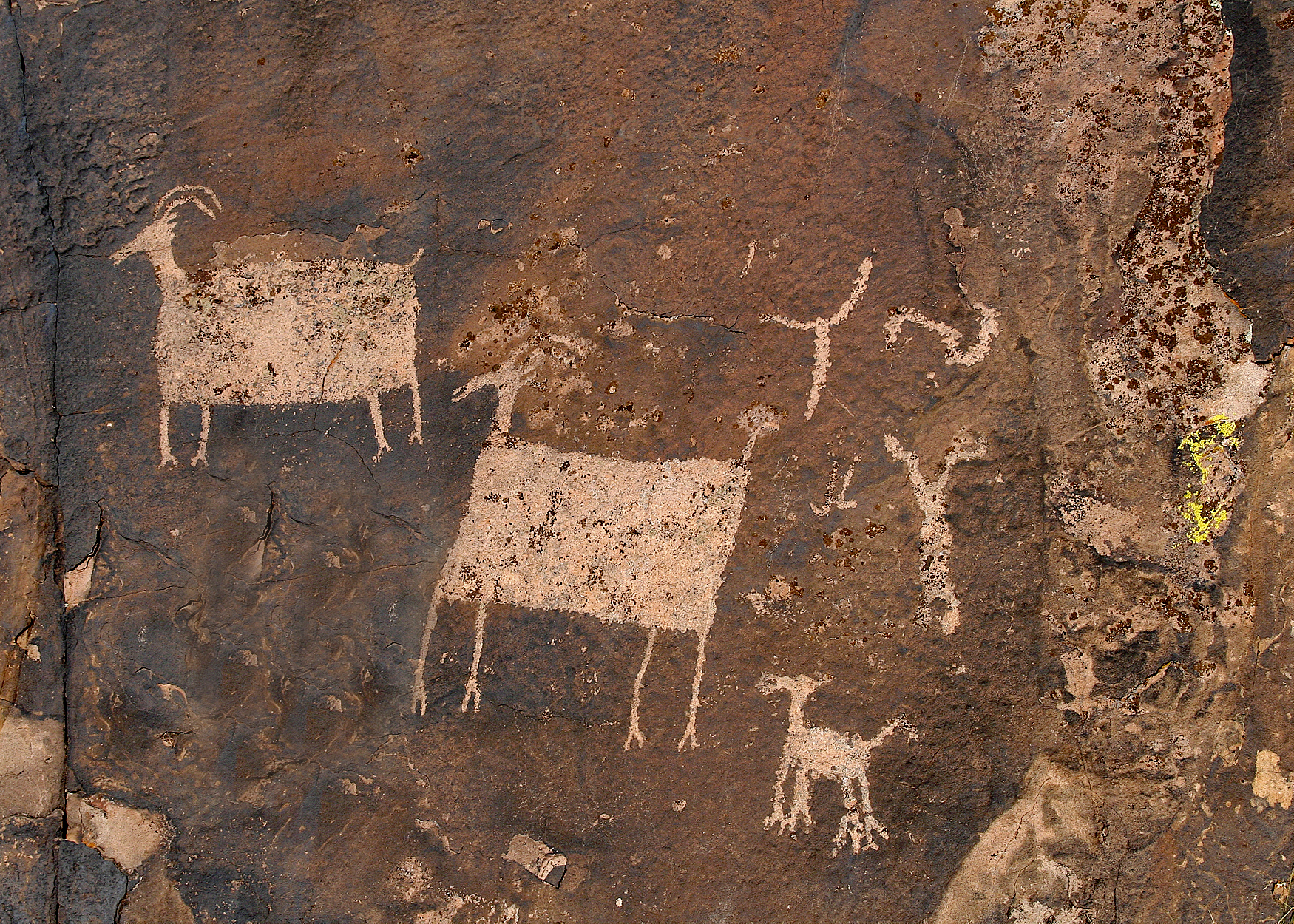
نقوش من جنوب يوتاه، الولايات المتحدة الأمريكية
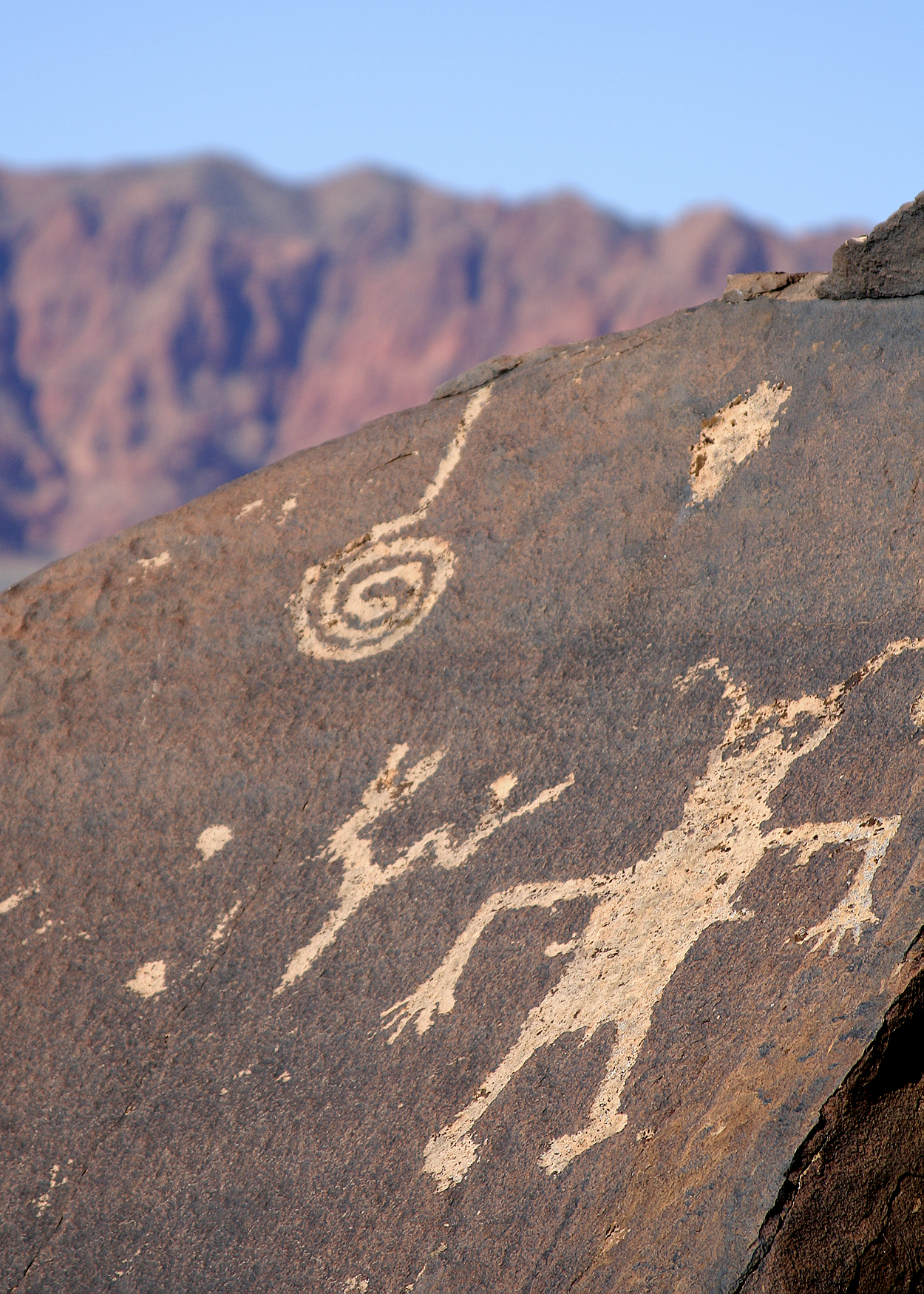
نقوش من جنوب يوتاه، الولايات المتحدة الأمريكية
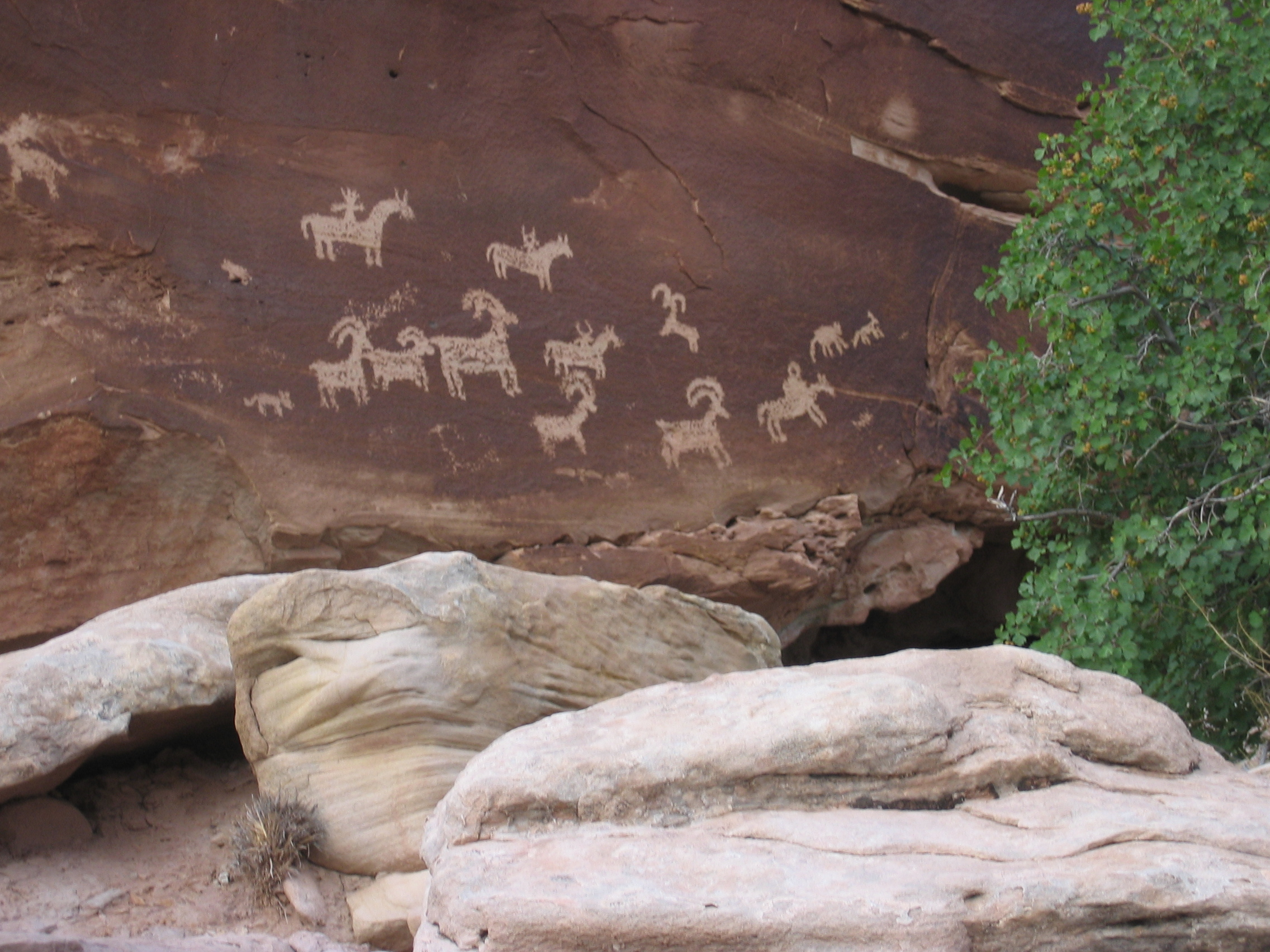
نقوش في محمية آرشس الوطنية، يوتاه، الولايات المتحدة الأمريكية
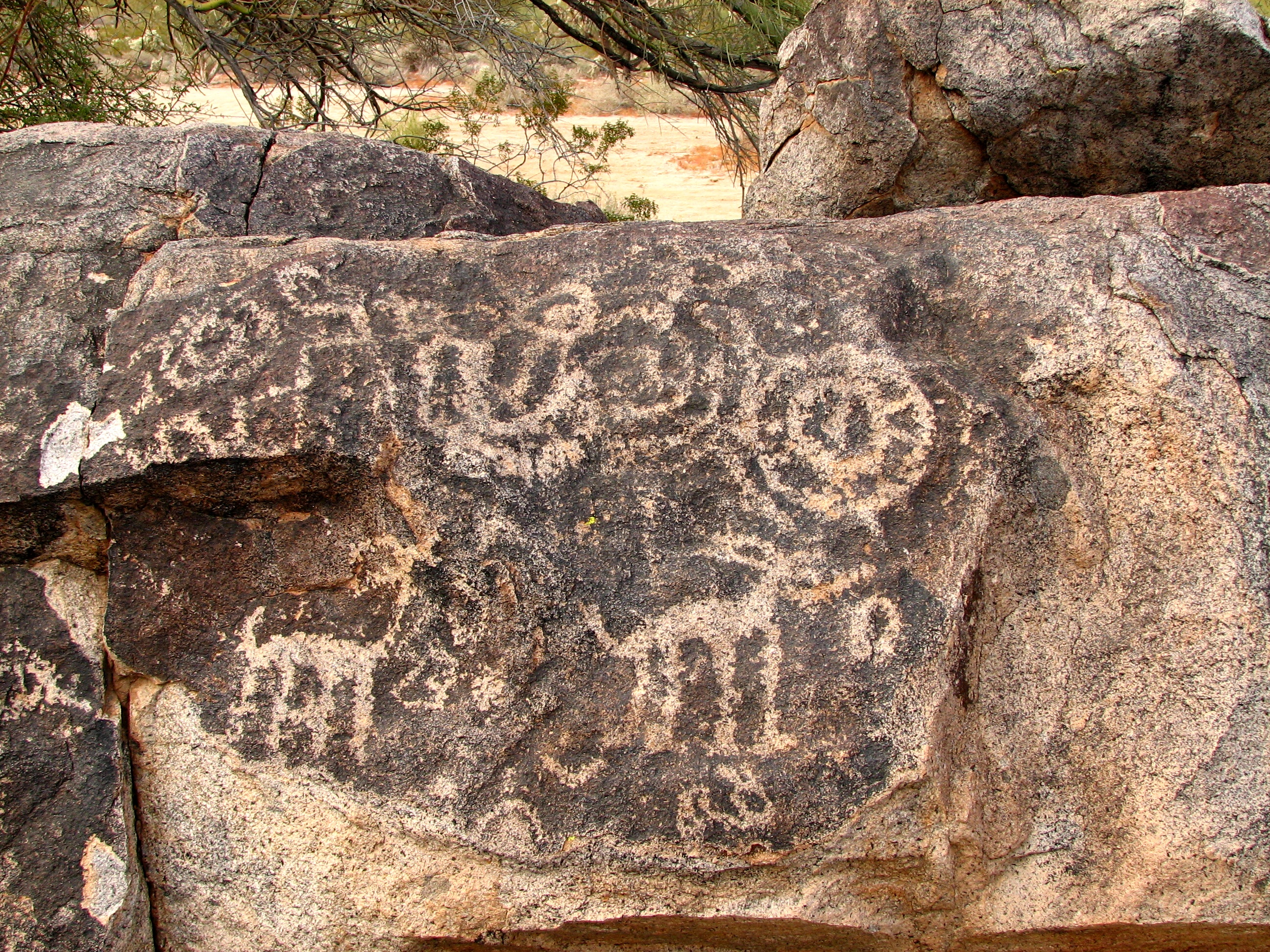
نقوش في أريزونا، الولايات المتحدة الأمريكية
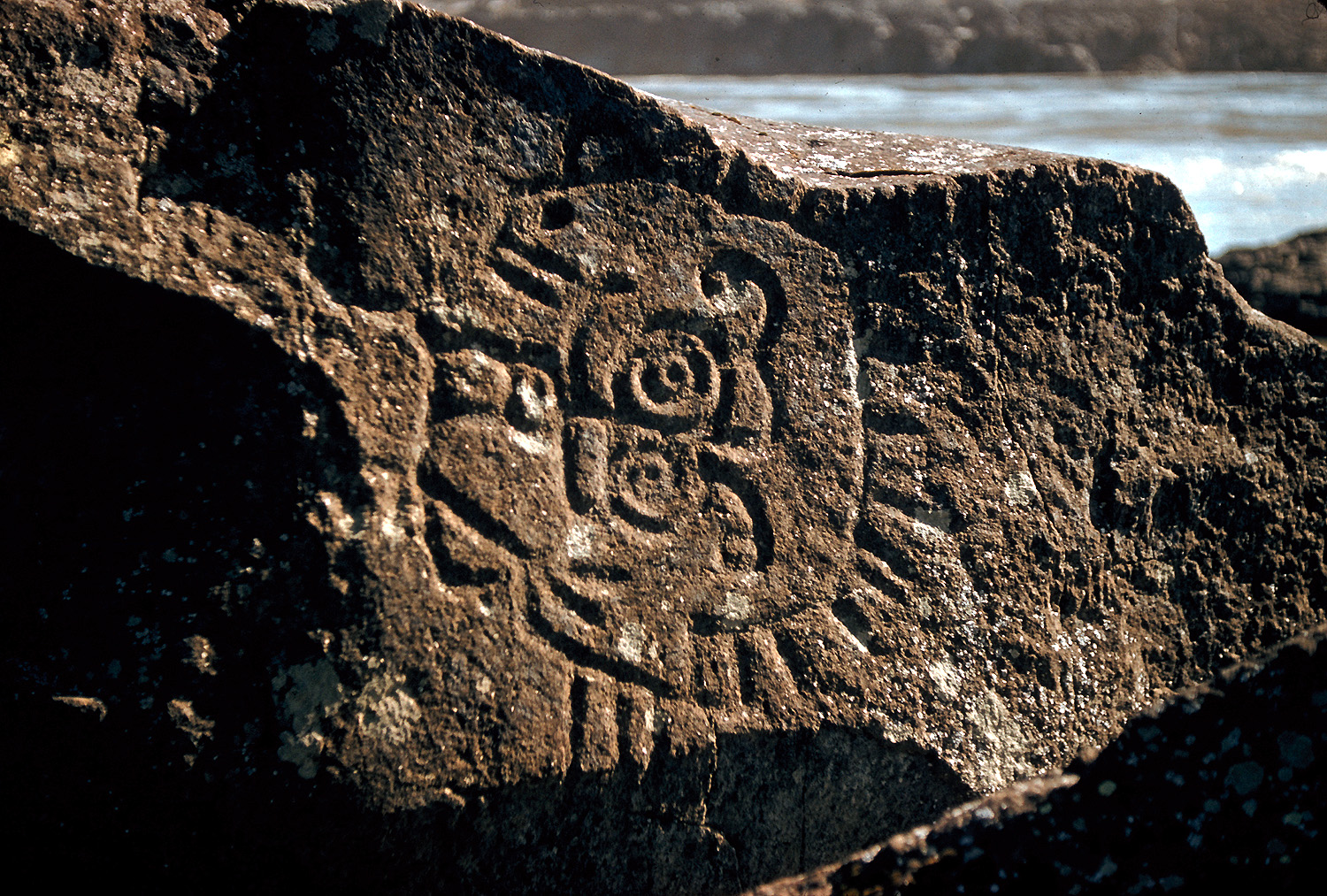
نقوش عند مصب نهر كولومبيا، واشنطن (ولاية)، الولايات المتحدة الأمريكية
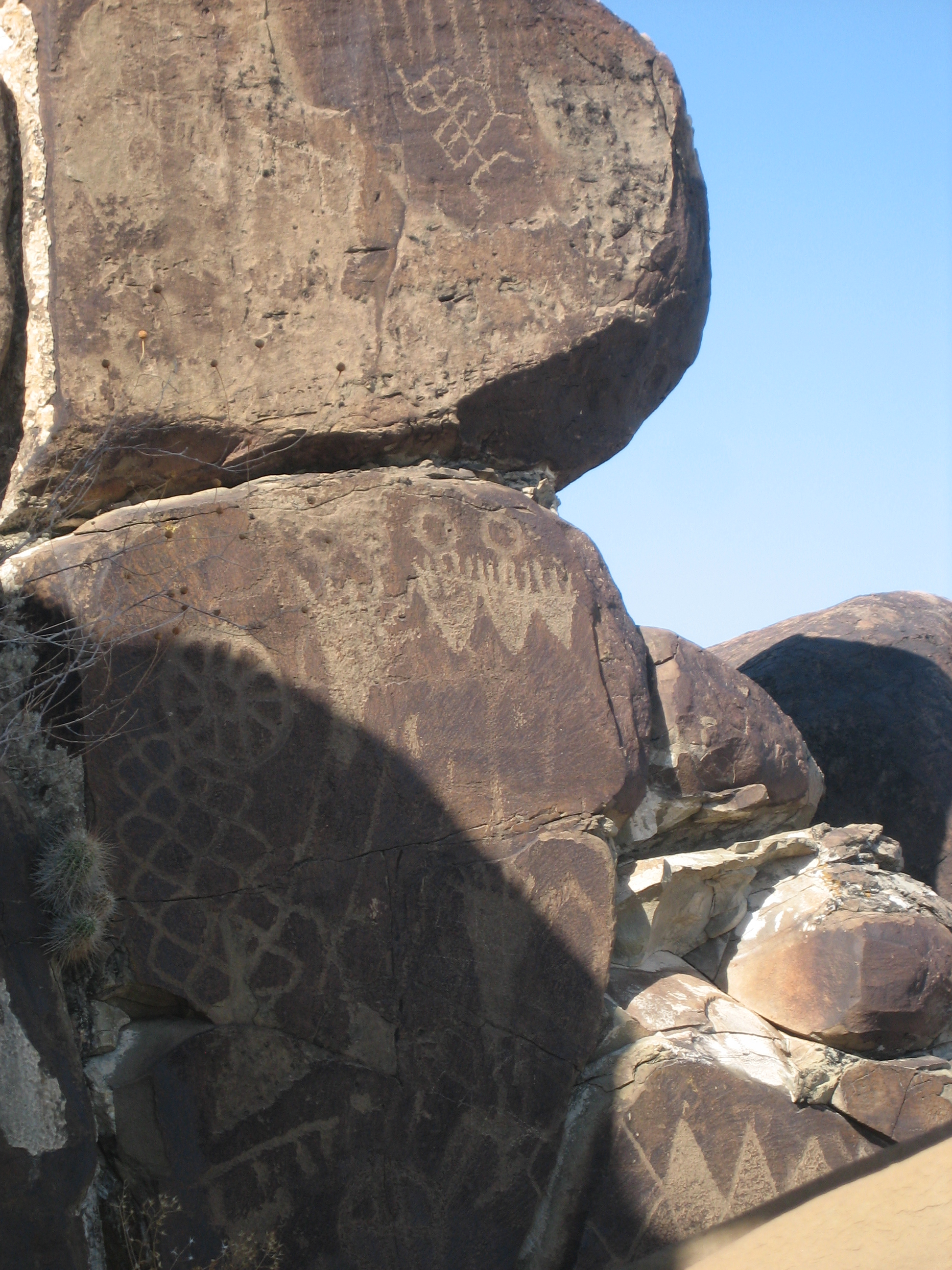
نقوش في ولاية كواهويلا، المكسيك

- محمية آرشس الوطنية، يوتاه، الولايات المتحدة الأمريكية
- محمية وادي الموت الوطنية،كاليفورنيا، الولايات المتحدة الأمريكية
- متحف الديناصورات الوطني، كلورادو ويوتاه، الولايات المتحدة الأمريكية
- محمية تلال كولومبيا، واشنطن، الولايات المتحدة الأمريكية
- محمية منحدرات الخليج (cove palisades)، أوريغون، الولايات المتحدة الأمريكية
- محمية كانابوليس، كانساس، الولايات المتحدة الأمريكية
- منطقة لا بروفيدورا، كابوركا، المكسيك
- جزيرة سانت جون، الجزر العذراء الأمريكية
- نقوش شمال بيتربورو، أونتاريو، كندا

### أوروبا

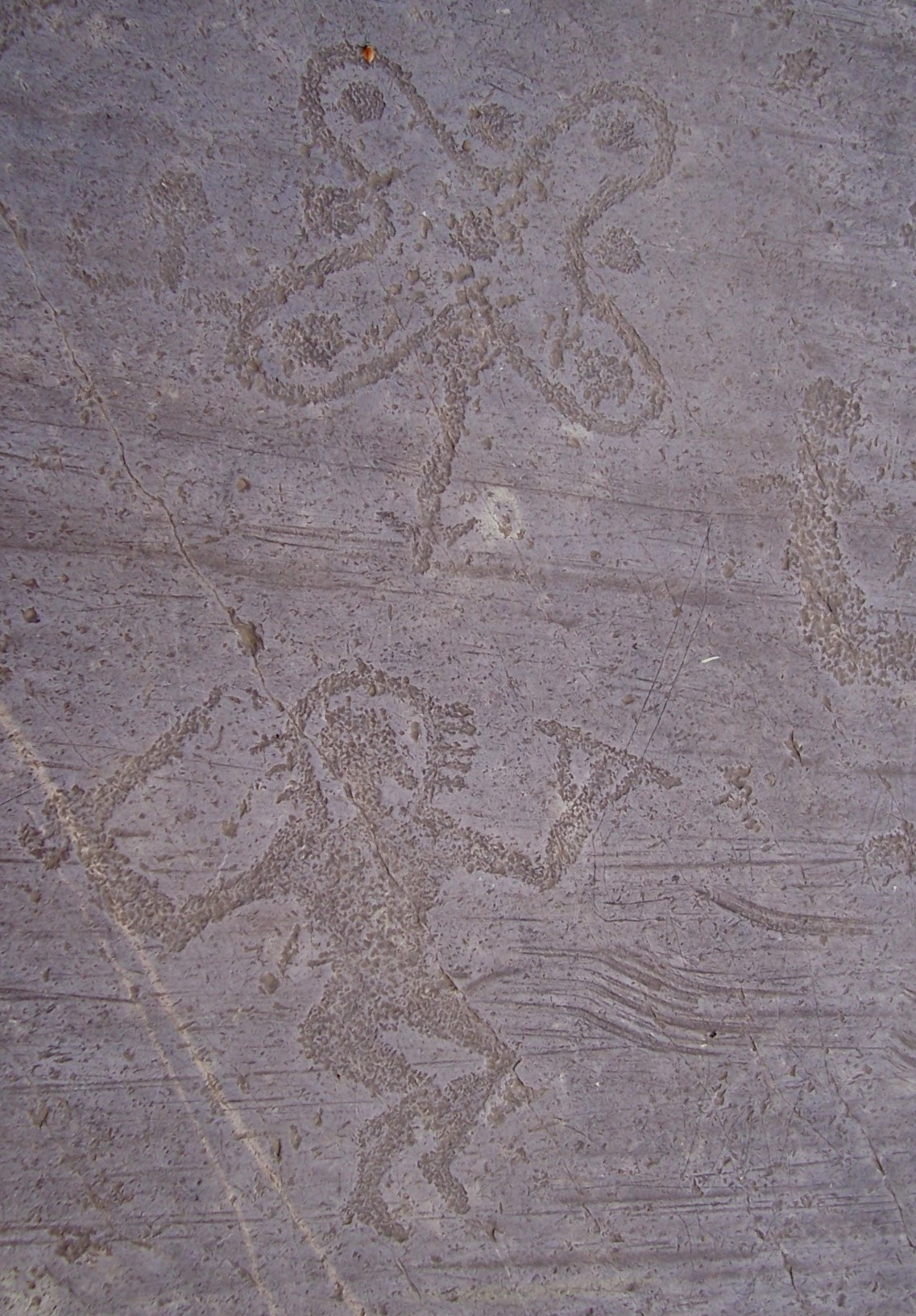
نقوش في وادي كامونيكا، إيطاليا
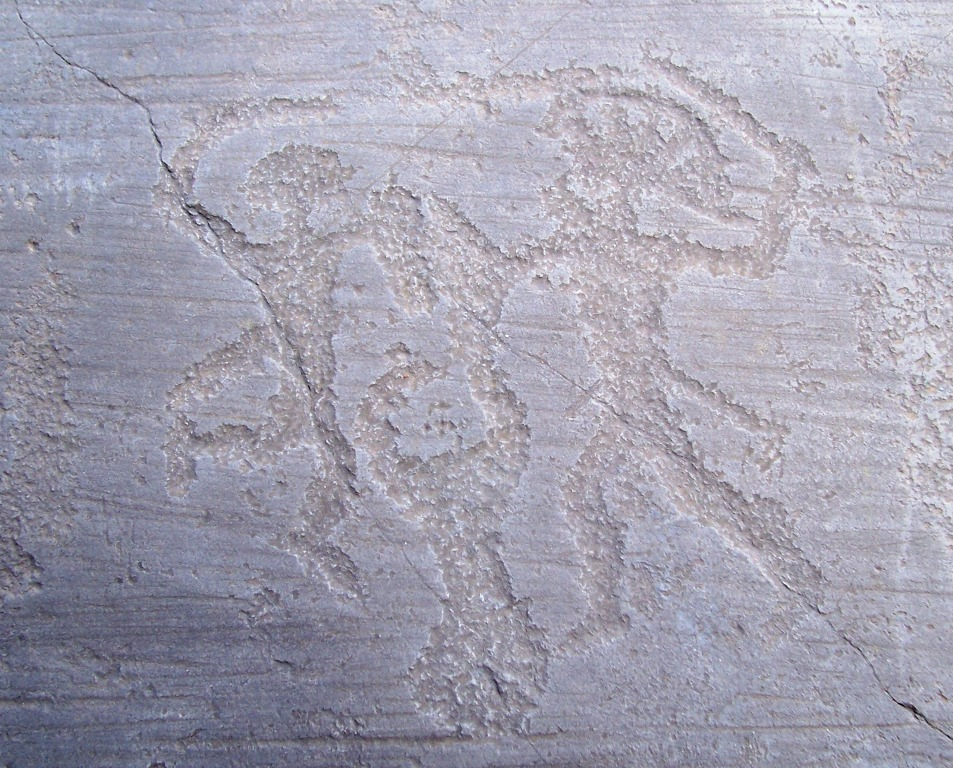
نقوش في وادي كامونيكا، إيطاليا
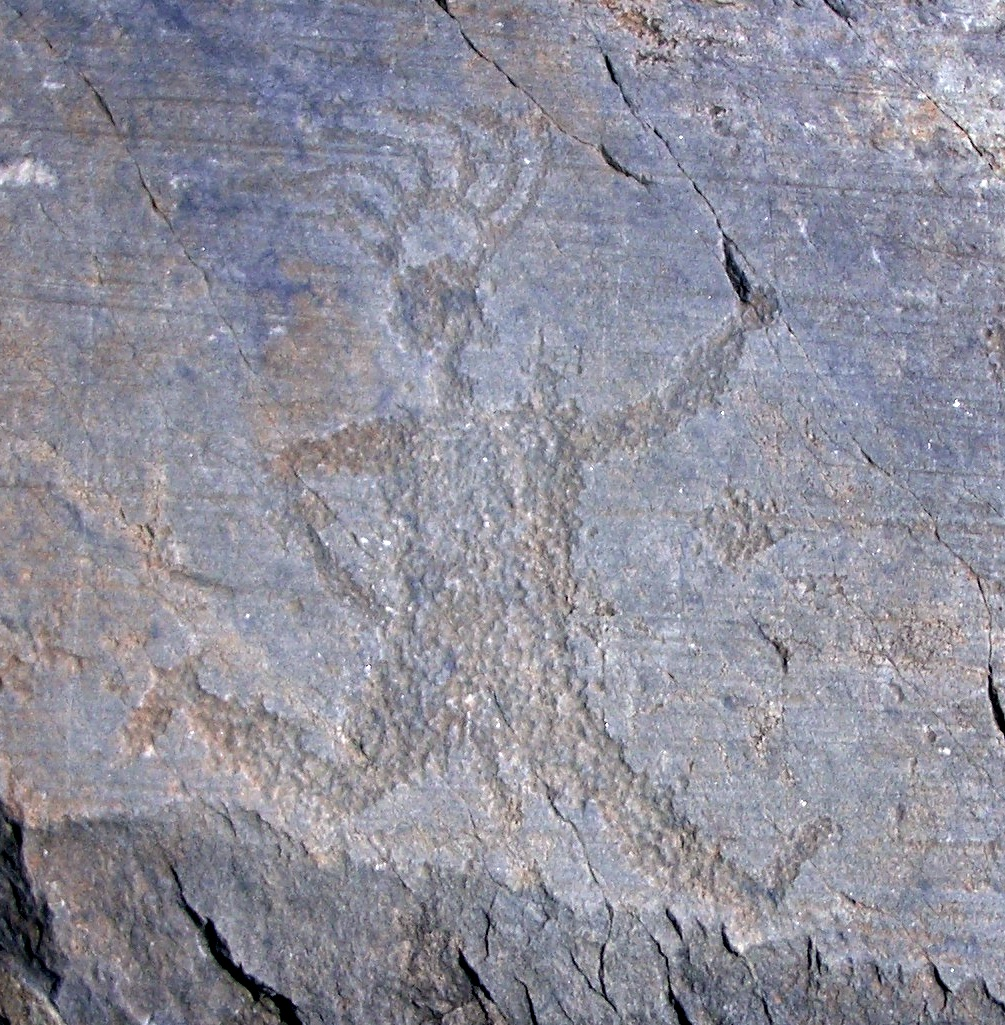
نقوش في وادي كامونيكا، إيطاليا
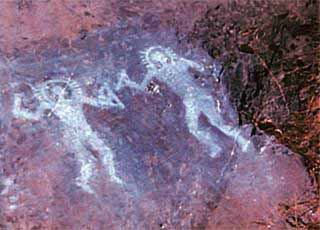
نقوش في وادي كامونيكا، إيطاليا
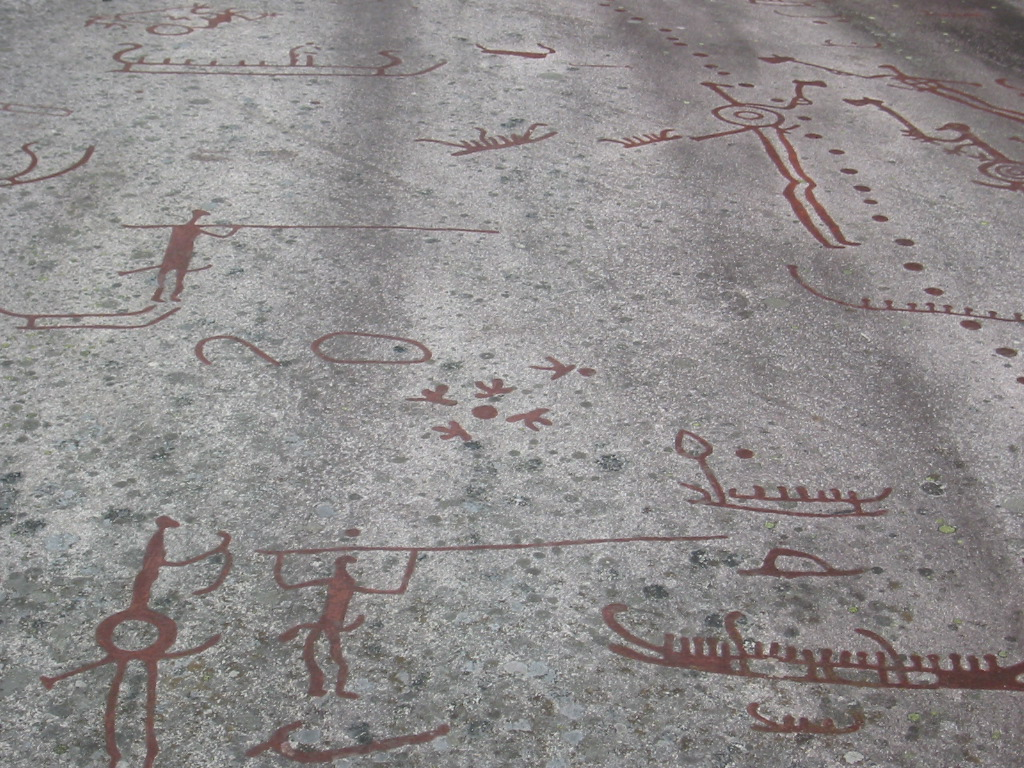
نقوش في السويد
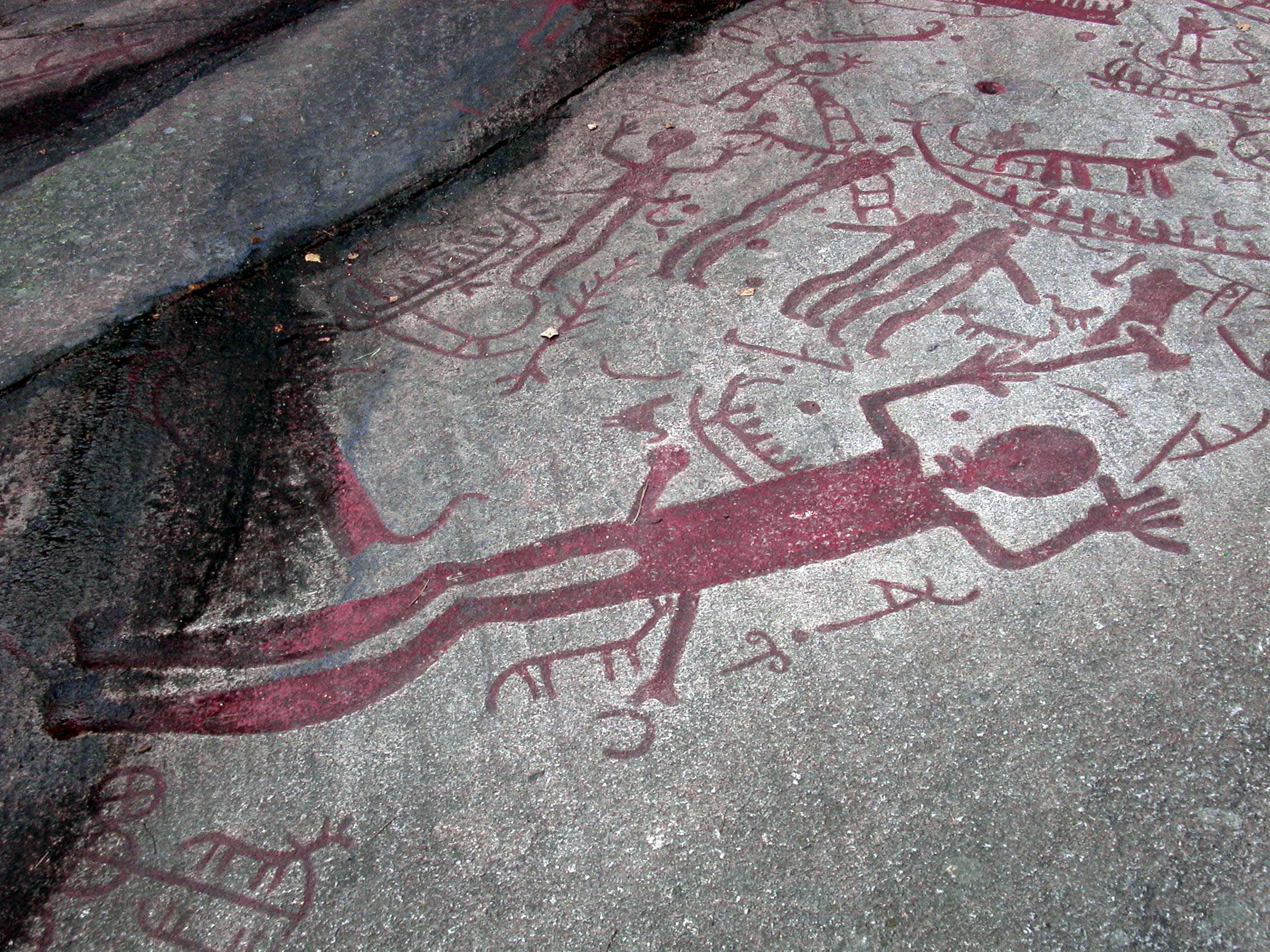
نقش صانع الأحذية، براستاد، السويد
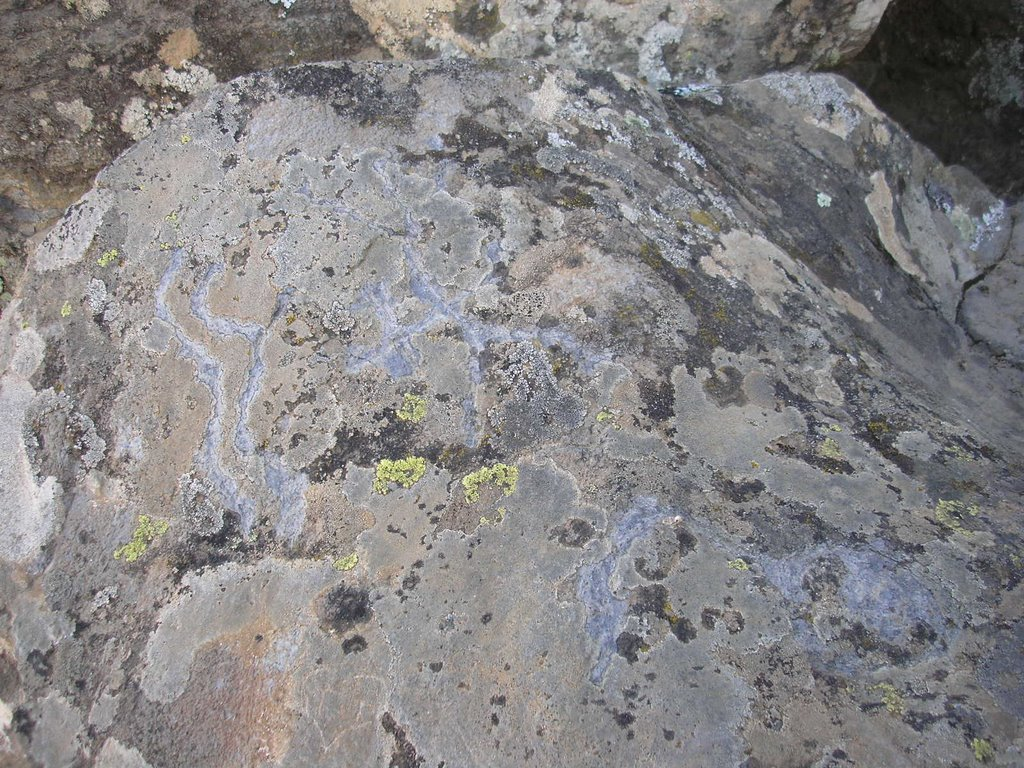
نقوش في جزر الكناري

- بعض النقوش في مقاطعة دورهام ويوركشاير وديربيشاير، بإنجلترا
- نقوش منطقة هوينسيولي، هانكو، فنلندا
- محمية ميركانتور الوطنية، فرنسا
- متحف إيرشاير الريفي، شمال إيرشاير، اسكتلندا
- نقوش منطقة نيوجرانج، أيرلندا
- منطقة وادي كامونيكا في إيطاليا (من مناطق التراث العالمي الموثقة بواسطة اليونيسكو) والذي يحتوي على 350000 نقش أثري (أكبر مواقع أوروبا)
- نقوش منطقة (ألتا)، النرويج (منطقة تراث عالمي)
- نقوش في منطقة تانيس ومناطق أخرى بوسط النرويج
- نقوش منطقة جاليسيا، إسبانيا
- نقوش بالقرب من بحيرة أونيجا، روسيا
- نقوش في مناطق Västmanland وبراستاد، السويد
- نقوش القبر الملكي، السويد
- نقوش في كهفي كاجزمان وكوني، تركيا
- منطقة كاميانا موهيلا، أوكرانيا